# Алі I (маї Борну)
Алі I (*д/н — 1546 або 1562) — 21-й маї (володар) і султан Борну в 1545—1546 або 1545—1562 роках.

## Життєпис
Походив з Другої династії Сейфуа. Син Ідріса II, маї Борну. Посів трон після смерті брата Мухаммада V в 1545 році.
Стосовно терміну правління існують суперечності: за одними відомостями панував лише 1 рік — до 1546 року. За іншими це відноситься до його сина і наступника Дунами VI. Тобто один з них був маї нетривалий час, що відбулася плутанина.
Достеменно відомо, що маї Алі I спільно з султанатом Агадес воював з державою хауса Кеббі. Спочатку вона була вдалою, але потім Алі I в районі Угуру зазнав тяжкої поразки від Канта Котала, саркі (володаря) Кеббі. Внаслідок цього відбулося послаблення держави. Трон отримав Дунама VI, який знищив усіх своїх братів.